# 布林克霍夫 (紐約州)
布林克霍夫（英語：Brinckerhoff）是位於美國紐約州達奇斯縣的普查規定居民點。

## 人口
根據2020年美國人口普查的數據，布林克霍夫的面積為4.57平方千米，當中陸地面積為4.56平方千米，而水域面積為0.01平方千米。當地共有人口3377人，而人口密度為每平方千米738.95人。